# 18. ročník udílení Critics' Choice Movie Awards
18. ročník udílení Critics' Choice Movie Awards se konal 11. prosince 2013 na letišti v Santa Monice v Kalifornii. Ceremoniál moderoval Sam Rubin.

## Vítězové a nominovaní
Nominace byly oznámeny 11. prosince 2012.
| Nejlepší film | Nejlepší režisér | Nejlepší herec |
| --- | --- | --- |
| - Argo - Divoká stvoření jižních krajin - Nespoutaný Django - Bídnici - Pí a jeho život - Lincoln - Mistr - Až vyjde měsíc - Terapie láskou - 30 minut po půlnoci                                                                    | - Ben Affleck – Argo - Kathryn Bigelowová – 30 minut po půlnoci - Tom Hooper – Bídnici - Ang Lee – Pí a jeho život - David O. Russell – Terapie láskou - Steven Spielberg – Lincoln | - Daniel Day-Lewis – Lincoln - Bradley Cooper – Terapie láskou - John Hawkes – Sezení - Hugh Jackman – Bídnici - Joaquin Phoenix – Mistr - Denzel Washington – Let                                                                                    |
| Nejlepší herečka | Nejlepší herec ve vedlejší roli | Nejlepší herečka ve vedlejší roli |
| - Jessica Chastainová – 30 minut po půlnoci - Marion Cotillard – Na dřeň - Jennifer Lawrenceová – Terapie láskou - Emmanuelle Riva – Láska - Quvenzhané Wallis – Divoká stvoření jižních krajin - Naomi Wattsová – Nic nás nerozdělí | - Philip Seymour Hoffman – Mistr - Alan Arkin – Argo - Javier Bardem – Skyfall - Robert De Niro – Terapie láskou - Tommy Lee Jones – Lincoln - Matthew McConaughey – Bez kalhot | - Anne Hathawayová – Bídnici - Amy Adamsová – Mistr - Judi Denchová – Skyfall - Ann Dowd –Nařčení - Sally Fieldová – Lincoln - Helen Hunt – Sezení |
| Nejlepší mladý herec/herečka | Nejlepší filmové obsazení | Nejlepší původní scénář |
| - Quvenzhané Wallis – Divoká stvoření jižních krajin - Elle Fanningová – Ginger a Rosa - Kara Hayward – Až vyjde měsíc - Tom Holland – Nic nás nerozdělí - Suraj Sharma – Pí a jeho život                                            | - Terapie láskou - Argo - Báječný hotel Marigold - Bídnici - Lincoln - Až vyjde měsíc | - Quentin Tarantino – Nespoutaný Django - John Gatins – Let - Rian Johnson – Looper - Paul Thomas Anderson – Mistr - Wes Anderson a Roman Coppola – Až vyjde měsíc - Mark Boal – 30 minut po půlnoci                                                  |
| Nejlepší adaptovaný scénář | Nejlepší animovaný film | Nejlepší akční film |
| - Tony Kushner – Lincoln - Chris Terrio – Argo - David Magee – Pí a jeho život - Stephen Chbosky – Charlieho malá tajemství - David O. Russell – Terapie láskou                                                                      | - Raubíř Ralf - Rebelka - Frankenweenie: Domácí mazlíček - Madagaskar 3 - Doba ledová 4: Země v pohybu - Legendární parta | - Skyfall - Avengers - Temný rytíř povstal - Amazing Spider-Man - Looper |
| Nejlepší herec v akčním filmu | Nejlepší herečka v akčním filmu | Nejlepší sci-fi/fantasy film |
| - Daniel Craig – Skyfall - Christian Bale – Temný rytíř povstal - Robert Downey Jr. – Avangers - Joseph Gordon-Levitt – Looper - Jake Gyllenhaal - Patrola                                                                           | - Jennifer Lawrenceová – Hunger Games - Emily Bluntová – Looper - Gina Carano – Zkrat - Judi Denchová – Skyfall - Anne Hathawayová – Temný rytíř povstal | - Looper - Chata v horách - Prometheus |
| Nejlepší filmová komedie | Nejlepší herec ve filmové komedii | Nejlepší herečka ve filmové komedii |
| - Terapie láskou - 21 Jump Street - Bernie - Méďa - Čtyřicítka na krku | - Bradley Cooper – Terapie láskou - Jack Black – Bernie - Paul Rudd – Čtyřicítka na krku - Channing Tatum – 21 Jump Street - Mark Wahlberg – Méďa | - Jennifer Lawrenceová – Terapie láskou - Rebel Wilson – Ladíme! - Mila Kunis – Méďa - Shirley MacLaine – Bernie - Leslie Mann – Čtyřicítka na krku                                                                                                   |
| Nejlepší dokument | Nejlepší cizojazyčný film | Nejlepší filmová architektura |
| - Pátrání po Sugar Manovi - Proti šikaně - The Central Park Five - Podvodník - Královna Versaiiles z Las Vegas - West of Memphis | - Láska - Nedoknutelní - Královská aféra - Na dřeň | - Sarah Greenwood, Katie Spencer – Anna Karenina - Dan Hennah, Ra Vincent, Simon Bright – Hobit: Neočekávaná cesta - Eva Stewart, Anna Lynch-Robinson – Bídnici - David Gropman, Anna Pinnock – Pí a jeho život - Rick Carter, Jim Erickson – Lincoln |
| Nejlepší návrh kostýmů | Nejlepší masky | Nejlepší vizuální efekty |
| - Jacqueline Durran – Anna Karenina - Kym Barrett, Pierre-Yves Gayraud – Atlas mraků - Bob Buck, Ann Maskrey, Richard Taylor – Hobit: Neočekávaná cesta - Paco Delgado – Bídnici - Joanna Johnston – Lincoln                         | - Atlas mraků - Hobit: Neočekávaná cesta - Bídnici - Lincoln | - Pí a jeho život - Avangers - Atlas mraků - Temný rytíř povstal - Hobit: Neočekávaná cesta |
| Nejlepší skladatel | Nejlepší písnička | Nejlepší kamera |
| - John Williams – Lincoln - Alexandre Desplat – Argo - Mychael Danna – Pí a jeho život - Johnny Greenwood – Místr - Alexandre Desplat – Až vyjde měsíc                                                                               | - „Skyfall“ – Adele, Adele Adkins, Paul Epworth – Skyfall - „For You“ – Keith Urban, Monty Powell – Povinnost a čest - „Still Alive“ – Paul Williams – Paul Williams Still Alive - „Suddenly“ – Hugh Jackman, Claude-Michel Schonberg, Alain Boublil, Herbert Kretzmer – Bídnici - „Learn Me Right“ – Birdy, Mumford & Sons – Rebelka | - Claudio Miranda – Pí a jeho život - Janusz Kamiński – Lincoln - Danny Cohen – Bídnici - Mihai Mălaimare Jr. – Mistr - Roger Deakins – Skyfall |
| Nejlepší střih | | |
| - William Goldenberg, Dylan Tichenor – 30 minut po půlnoci - William Goldenberg – Argo - Melanie Ann Oliver, Chris Dickens – Bídnici - Tim Squyres – Pí a jeho život - Michael Kahn – Lincoln                                        | | |